# Porta girevole (politica)
Porta girevole (in inglese: revolving door), nella terminologia della politica, è un locuzione che individua il movimento continuo di persone divise tra attività politica (ad esempio come legislatori), attività come funzionari in enti di regolamentazione, attività di lobbying per conto di gruppi industriali, e attività economica nelle stesse industrie coinvolte. 
L'espressione è mutuata dall'inglese revolving door/doors (porta girevole/porte girevoli), con cui si indica tale pratica nel sistema della politica statunitense.

## Descrizione
In alcuni casi, lo stesso individuo svolge più di un ruolo contemporaneamente; in altri casi, si verifica un transito da un comparto all'alto: ad esempio, un politico passa a un ruolo consultivo o manageriale in un'impresa o viceversa. Non è raro che un soggetto, terminata un'esperienza politica, vada a impegnarsi in un gruppo di pressione sulla politica.
Molti politologi sostengono che questa pratica può causare lo sviluppo di rapporti tra settore privato e governo basati sul clientelismo (vedasi capitalismo clientelare) o sul conflitto di interessi. Tali rapporti indebiti vanno a discapito dell'interesse generale; inoltre, possono causare una generale soggezione dei supervisori alle industrie regolamentate, un fenomeno detto regulatory capture.
Un esempio di porta girevole si ha nell'esercito statunitense dove l'80% degli ufficiali in pensione ottiene incarichi nell'industria militare. il fenomeno riguarda centinaia di ufficiali del Pentagono, generali e ammiragli ogni anno.

## Cause
Alla base del fenomeno sono una serie di cause riconosciute. Il governo ha interesse a reclutare personale dall'industria, in quanto ne trae molti benefici:
- Esperienza – il governo necessita di personale con esperienza specifica nel settore privato, e il settore privato trae vantaggio dall'impiegare persone con esperienza nel governo. In realtà, questo aspetto è positivo per la stessa collettività; perciò viene spesso citato dai fautori dello scambio di personale tra governo e settore privato.
- Influenza – gli individui influenti nel settore privato possono essere di aiuto a un governo che desidera cooperare con tale settore.
- Sostegno politico – contributi in denaro, cooperazione politica oppure semplici espressioni pubbliche di appoggio, concesse da un interesse particolare a un governo, quando il governo impiega persone fedeli a tale interesse particolare.

D'altra parte l'industria trae benefici nel reclutare o lavorare con individui provenienti da una carriera governativa:
- Accesso diretto al governo, soprattutto a politici influenti[4]
- Politiche pubbliche e regolamentazioni favorevoli.[5]
- Informazioni che non siano di dominio pubblico
- Concessione di appalti governativi

Secondo gli analisti, l'industria dei lobbisti può essere strettamente legata al sistema della porta girevole, in quanto il bene fondamentale di cui dispone un lobbista sono i contatti e l'influenza nei confronti dei funzionari del governo. Un simile clima industriale si rivela attraente per gli ex funzionari pubblici. Può anche tradursi in sostanziali compensi in denaro per l'industria del lobbying e centinaia di milioni in appalti o progetti pubblici per le parti che da tale industria sono rappresentate.
Per questi motivi, il fenomeno è regolamentato in molti paesi, come anche i problemi affini del lobbying e del finanziamento delle campagne elettorali. Tuttavia, il diritto in materia varia drasticamente a seconda dei Paesi.

## Esempi noti
- Robert Rubin, divenne segretario del Tesoro negli Usa dopo che era stato co-presidente della banca d'affari Goldman Sachs
- Mario Draghi prima è stato a capo del consiglio di Goldman Sachs, poi presidente della Banca centrale europea
- José Barroso fu presidente della Commissione europea e poi presidente non esecutivo e consulente di Goldman Sachs